# Lucas Lucco
Lucas Lucco, pseudonimo di Lucas Corrêa de Oliveira (Patrocínio, 4 aprile 1991), è un cantante e attore brasiliano.

## Biografia
Nato a Patrocínio, si è fatto notare grazie l'ausilio di YouTube dall'imprenditore Rodrigo Byca, decidendo in seguito di lasciare la sua carriera di modello per dedicarsi alla musica.
Dopo aver iniziato a lavorare per la divisione brasiliana della Sony, ha pubblicato il secondo album in studio Tá diferente nel 2014, contenente collaborazioni con Pikeno & Menor, Anitta e Wesley Safadão.
La sua prima numero uno nella Brasil Hot 100 è stata la hit Só não deixa eu tomar birra, mentre gli album dal vivo O destino e A origem sono rispettivamente doppio e una volta platino secondo la Pro-Música Brasil. Ha vinto il suo primo Prêmio Multishow de Música Brasileira nel 2015, dedicato al miglior cantante maschile.
Nel 2019 è andato in tournée per la seconda volta in Portogallo e ha intrapreso un tour anche in Brasile.
Come attore ha tra l'altro interpretato il ruolo di Hero nel film Rodeio Rock, una produzione di Netflix.

## Vita privata
Nel 2013 ha conosciuto la modella Lorena Carvalho durante il festival Caldas Country di Goiânia tramite un amico comune. I due hanno quindi iniziato una relazione, sfociata in matrimonio nel 2020. L'anno dopo è nato il loro figlio Luca, mentre nel 2022 la coppia ha annunciato la separazione.

## Discografia

### Album in studio
- 2013 – Nem te conto
- 2014 – Tá diferente
- 2015 – Adivinha
- 2020 – #Em casa

### Album dal vivo
- 2015 – O destino
- 2018 – A origem
- 2022 – Rolê diferenciado
- 2023 – 777

### EP
- 2017 – #Ensaios Lucas Lucco
- 2018 – Lucas Lucco de boa na Lagoa
- 2019 – De bar em bar
- 2021 – Rolê diferenciado, temporada #1
- 2021 – Rolê diferenciado, temporada #2
- 2023 – Rodeio Rock

### Raccolte
- 2020 – Melhores Lucas Lucco
- 2020 – Lucas Lucco mais tocadas
- 2020 – Lucas Lucco as melhores

### Singoli
- 2012 – Princesinha
- 2015 – Vai vendo
- 2015 – Quando Deus quer
- 2015 – Se produz (con Dennis)
- 2016 – Tranquilo e favorável (feat. MC Bin Laden)
- 2016 – Só não deixa eu tomar birra
- 2016 – De buenas
- 2017 – Tô fazendo amor
- 2017 – O Cacto e o balão
- 2017 – Mariana
- 2017 – Fé no pai
- 2017 – Tô fazendo amor (feat. Jorge & Mateus)
- 2017 – Tic tac (con MC Lan)
- 2017 – Se organizar todo mundo pega (con Xand Avião e Dennis)
- 2017 – Permanecer (feat. MC G15)
- 2018 – Paraíso (con Pabllo Vittar)
- 2018 – Tamanho p (feat. Thiago Brava)
- 2018 – Top 10
- 2018 – I loveando tu (con MC Kekel)
- 2018 – Permanecer (Love Song) (con Fly)
- 2018 – Remexendo (con MC Gustta)
- 2018 – Briguinha boba
- 2019 – Aham
- 2019 – Motivo pra agradecer
- 2019 – Meio termo (con Avine Vinny)
- 2020 – Se fosse amor
- 2020 – Saudade
- 2021 – Senta e rebola (con Sandro & Cícero)
- 2021 – Melhor amigo
- 2021 – Panfleto (feat. MC Don Juan)
- 2021 – Me deixa filmar (con Tierry)
- 2021 – Amor de fone (feat. Guilherme & Benuto)
- 2021 – Senta mozão (con DJ Lucas Beat)
- 2022 – Amava nada (con Marília Mendonça)
- 2022 – Coisa indecente (feat. Zaac)
- 2022 – Vez em sempre (feat. Dilsinho)
- 2022 – Outras sentarão (con Gaab)
- 2022 – Vou virar peão (con DJ Chris no Beat)
- 2022 – Dorflex (con João Marcos & Danilo)
- 2023 – De zero a dez
- 2023 – Eu nunca fui (con Hungria Hip Hop)
- 2023 – Superstar não é comigo (con Murilo Huff)
- 2023 – Só vai dar eu (con Clayton & Romário)
- 2023 – Só vai saber (con Lauana Prado)
- 2023 – 171 (con Gustavo Toledo & Gabriel)
- 2024 – Revoando crazy (con MC Lan)
- 2024 – Moral baixa